# Матвеев, Александр Иванович (генерал-лейтенант)
Александр Иванович Матвеев — советский деятель госбезопасности, генерал-лейтенант.

## Биография
Родился в 1916 году в деревне Верховина Новоладожского уезда Петроградской губернии. Член КПСС.
Окончил факультет заочного обучения ВКШ КГБ им. Ф. Э. Дзержинского.
С 1932 года — слесарь «Ленпромстроя», секретарь комитета ВЛКСМ «Ленпромстроя», секретарь комитета ВЛКСМ военного строительства № 548, инструктор Волховского райкома ВЛКСМ, секретарь Орджоникидзевского райкома комсомола города Запорожье, первый секретарь Запорожского горкома ЛКСМ Украины.
Участник Великой Отечественной войны: старший оперуполномоченный ОО НКВД 983-го стрелкового полка 253-й стрелковой дивизии, старший оперуполномоченный ОО НКВД 99-й стрелковой дивизии, заместитель начальника ОО НКВД — ОКР СМЕРШ 88-й гвардейской стрелковой дивизии, помощник начальника ОКР СМЕРШ 28-го гвардейского стрелкового корпуса, начальник ОКР СМЕРШ 47-й гвардейской стрелковой дивизии 4-го гвардейского стрелкового корпуса 8-й гвардейской армии
В 1945—1952 гг. — начальник ОКР СМЕРШ 19-й Нижнеднепровской, 1-й Красноградской механизированных дивизий ГСОВГ, начальник 1-го отдела УКР МГБ по ГСОВГ
В 1952—1961 гг. — начальник ОКР МГБ по Горьковскому ВО, начальник 2-го отдела 3-го Главного управления МГБ СССР, начальник ОКР — ОО МВД по Московскому району ПВО, начальник ОО КГБ по Московскому району — округу ПВО, начальник УОО КГБ по Дальневосточному ВО.
В 1961—1966 гг. — 1-й заместитель начальника, начальник УОО КГБ по ГСВГ.
В 1966—1979 гг. — заместитель, 1-й заместитель начальника 3-го Управления КГБ при СМ СССР.
В 1979—1986 гг. — заместитель начальника Главного таможенного управления Министерства внешней торговли СССР.
Делегат XXIII съезда КПСС.
Умер в 2007 году в Москве.

## Награды
- Орден Красного Знамени (трижды)
- Орден Отечественной войны I степени
- Орден Отечественной войны II степени
- Орден Трудового Красного Знамени
- Орден Красной Звезды (трижды)
- Орден Знак Почёта
- Орден За службу Родине в Вооружённых Силах СССР III степени